# Giebułtów (powiat Krakowski)
Giebułtów is een dorp in het Poolse woiwodschap Klein-Polen, in het district Krakowski. De plaats maakt deel uit van de gemeente Wielka Wieś.